# Sisyrinchium commutatum
Sisyrinchium commutatum är en irisväxtart som beskrevs av Friedrich Wilhelm Klatt. Sisyrinchium commutatum ingår i släktet gräsliljor, och familjen irisväxter. Inga underarter finns listade i Catalogue of Life.